# Грищенко Іван Филимонович
Іван Филимонович Грищенко (1923–1998) — український радянський дипломат.

## Біографія
Народився 28 грудня 1923 року на Сумщині. У 1954 закінчив Київський державний університет ім. Т.Шевченка, факультет міжнародних відносин.
У 1945 — старший сержант Радянської Армії, брав участь у битві за Берлін.
У 60-х — працював в постійному представництві УРСР в ООН в Нью-Йорці.
У 70-х — працював в постійному представництві УРСР в ООН в Женеві.
З 1972 по 1978 — Постійний представник УРСР при Відділенні ООН та інших міжнародних організаціях в Женеві.
16.03.1998 — помер у Києві. Похований на Байковому кладовищі.

## Сім'я
- Син Грищенко Костянтин Іванович, Міністр закордонних справ України.